# Kleinsignal-Ersatzschaltbild
Das Verhalten elektronischer Bauelemente oder Schaltungen lässt sich wegen ihrer in der Regel nicht linearen Eigenschaften nur schwer oder gar nicht berechnen. Ein Kleinsignal-Ersatzschaltbild hat das Ziel, für einen beschränkten Einsatzbereich zu einer Beschreibung zu kommen, die eine einfache mathematische Behandlung ermöglicht.

## Grundlagen
Als Kleinsignal (beispielsweise einen Wechselstrom) bezeichnet man einen genügend kleinen Bereich des an dem Bauelement insgesamt möglichen Signals. Der Bereich erstreckt sich um eine Gleich- oder Ruhegröße (beispielsweise einen Gleichstrom). Mit dieser Ruhegröße wird ein Arbeitspunkt (engl. Q-point oder bias point) festgelegt, in dessen Umgebung das Bauelement betrieben werden soll. In einem hinreichend kleinen Signalbereich verhält sich das Bauelement in einer gewissen Näherung linear. Das Ersatzschaltbild enthält dazu Bauelemente mit linearem Verhalten.

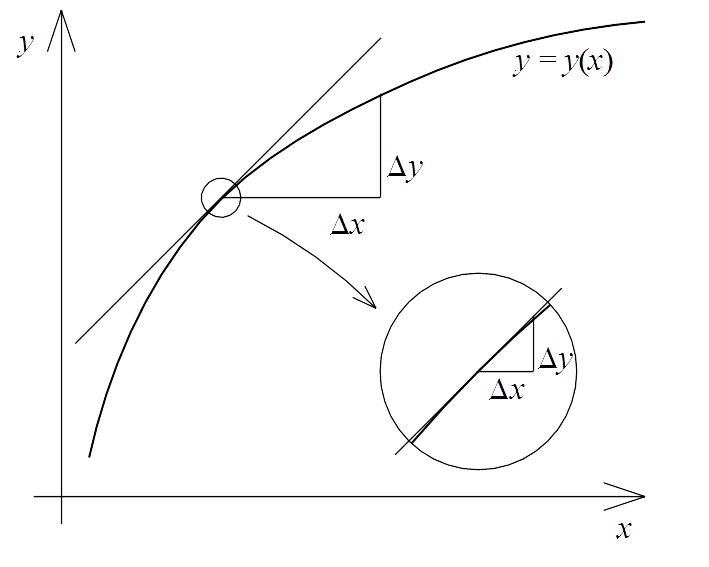
Bei der Änderung der Eingangsgröße um ändert sich die Ausgangsgröße um. Bei genügend kleinem wird proportional zu mit dem Anstieg der Tangente als Proportionalitätsfaktor

Die mathematische Grundlage zur linearen Näherung liefert die Tatsache, dass jede stetig gekrümmte Kennlinie in der Umgebung um einen Arbeitspunkt durch die im Arbeitspunkt anliegende Tangente angenähert werden kann. Eine Verschiebung des Arbeitspunktes ändert den Anstieg der Tangente und damit auch das Kleinsignalverhalten und die Kennwerte des Ersatzschaltbildes. Die Festlegung des Arbeitspunktes erfordert Kenntnisse des Großsignalverhaltens, entweder grafisch aus dem Kennlinienfeld oder rechnerisch aus den nichtlinearen Gleichungen des Bauelementes.

## Bestandteile eines Kleinsignal-Ersatzschaltbildes
Als lineare Bauelemente sind bekannt
- ideale Strom- und Spannungsquellen,
- die grundlegenden passiven Bauelemente ohmscher Widerstand, Spule und Kondensator.

Das Ersatzschaltbild enthält derartige Bauelemente. Nicht Bestandteil des Ersatzschaltbildes sind Bauelemente, die der Arbeitspunkteinstellung dienen, sowie die nicht linearen Bauelemente, die ersetzt werden sollen.
Je nach Anforderung an die Qualität der Näherung bzw. je nach Breite des Kleinsignalbereiches gibt es unter Umständen mehrere Ersatzschaltbilder mit unterschiedlicher Komplexität, in die dann auch wieder nichtlineare Dioden aufgenommen werden.

## Beispiele
- Kleinsignalmodell der Diode

Schaltung mit JFET, die als Konstantstromquelle für einen Verbraucher arbeitet, und ihr für einen Teilbereich der FET-Kennlinie anwendbares Ersatzschaltbild

- Kleinsignalersatzschaltbild des Bipolartransistors
- Ein Sperrschicht-Feldeffekttransistor (JFET) verhält sich in einem Teilbereich seiner Ausgangs-Kennlinie näherungsweise linear. Sein Ersatzschaltbild für Kleinsignale ist deshalb in einem recht breiten Bereich auch bei veränderlicher Gleichspannung einsetzbar.